# 李先
李先（335年—429年），字容仁，中山郡卢奴县人，祖籍赵郡平棘县，南北朝北魏学者。因先祖李就迁居至江夏郡平春县，因此也被称为江夏李氏。
李先的祖父是曹操将领李通的曾孙李重，父亲李樊担任后赵乐安郡太守、左中郎将。李先年少时喜爱学问，擅长面相占卜之术，曾拜清河郡的张御为师。他在前秦苻坚手下任职，担任尚书郎。苻坚之子苻丕在位时，他又担任尚书右主客郎。后来，西燕的慕容永听闻其名声，将他迎为谋主。386年，李先劝慕容永以长子城为据点。慕容永称帝后，李先在其麾下担任黄门郎、秘书监，并被封为高密侯。394年，后燕慕容垂灭掉慕容永后，李先被掳至中山。
396年（皇始元年），李先在井陉归降北魏，之后在卫王拓跋仪手下担任丞相府左长史。397年（皇始二年），他跟随拓跋仪南征。398年（天兴元年），拓跋仪攻克邺城，抵达义台并击败慕容麟的军队，回师北上平定中山时，李先每次进军都献上计策，为攻略立下功劳。魏道武帝迁都平城后，李先担任尚书右中兵郎。399年（天兴二年），道武帝打算征讨柔然并咨询李先的意见，李先赞同道武帝北伐，于是道武帝出兵击败柔然。后来，李先转任七兵郎，接着又担任博士、定州大中正。道武帝曾问他“何种书籍最为有益”，李先推荐了儒家经书。402年（天兴五年），北魏与后秦姚兴柴壁之战时，道武帝向李先咨询作战策略。李先建议先派奇兵前往天渡，在柴壁左右设下伏兵，与主力部队的前进相呼应，这样姚兴进不能攻，退则会陷入粮荒。道武帝采纳了他的计策，实施包围战并击败了姚兴。
409年（永兴元年），魏明元帝即位，接见李先。他向明元帝进言尧、舜的治国之道。明元帝让李先讲解诵读《韩子连珠》和《太公兵法》，并授予他安东将军的称号，封为寿春侯。418年（泰常三年），李先奉明元帝之命，与上党王长孙道生一同率军袭击北燕的乙连城，将其攻克，随后进军北燕都城龙城。李先建议填平龙城的护城河，进攻城的西南方向，这样就能擒获冯跋，但长孙道生没有听从他的建议，只是掳掠了当地百姓后便凯旋而归。后来，李先出任武邑郡太守，在治理地方时颇有声望。
魏太武帝即位后，他被召回平城担任内都大官。429 年（神䴥二年），李先去世，享年九十五岁。朝廷追赠他为定州刺史，追封为中山公，谥号文懿。他的儿子李冏继承了爵位，曾担任京兆郡、济阴郡的太守